# 미시마촌 (에히메현 기타우와군)
미시마촌(三島村)은 에히메현 기타우와군에 설치되었던 촌이다. 현재의 기호쿠정에 해당한다.